# Björkvik (commune de Katrineholm)
Pour les articles homonymes, voir Björkvik.
Björkvik est une localité de Suède dans la commune de Katrineholm située dans le comté de Södermanland.
Sa population était de 452 habitants en 2019.